# Saint-Michel (Tarn e Garonna)
Saint-Michel è un comune francese di 256 abitanti situato nel dipartimento del Tarn e Garonna nella regione dell'Occitania.

## Società

### Evoluzione demografica
Abitanti censiti